# Admete viridula
Admete viridula är en snäckart som först beskrevs av Fabricius 1780.  Admete viridula ingår i släktet Admete och familjen Cancellariidae. Enligt den svenska rödlistan är arten starkt hotad i Sverige. Arten förekommer i Götaland. Artens livsmiljö är havet. Inga underarter finns listade i Catalogue of Life.